# Финслер, Пауль
Пауль Финслер (нем. Paul Finsler; 11 апреля 1894, Хайльбронн — 29 апреля 1970, Цюрих) — немецкий и швейцарский математик.
Наиболее известен как создатель финслеровой геометрии.

## Карьер а
Закончил Высшую техническую школу Штутгарта.
Поступил в аспирантуру в Геттингенский университет, где в 1919 году защитил диссертацию под руководством Константина Каратеодори.
Он готовился к хабилитации в Кельнском университете, защитил её в 1922 году.
В 1927 году поступил и начал работать Цюрихском университете, а в 1944 году получил там звание ординарного профессора.

## Вклад
- Дипломная работа Финслера касалась дифференциальной геометрии, и Финслеровых пространств; они были названы в его честь Эли Картаном в 1934 году.
- Неравенство Хадвигера — Финслера — соотношение между длинами сторон и площадью треугольника в евклидовой плоскости, названо в честь Финслера и его соавтора Хьюго Хадвигера, как и теорема Финслера — Хадвигера о квадрате, полученном из двух других квадратов, имеющих общую вершину[6].
- Также известен своими работами по основаниям математики[4].